# Victor Bangert

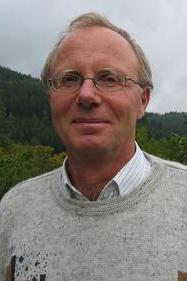
Victor Bangert, 2004

Victor Bangert (* 28. November 1950 in Osnabrück) ist ein deutscher Mathematiker, der sich mit Differentialgeometrie, Variationsrechnung und Dynamischen Systemen befasst.
Bangert wurde 1977 an der Universität Dortmund bei Rolf Walter promoviert (Konvexität in Riemannschen Mannigfaltigkeiten). Er habilitierte sich 1980 in Freiburg, war 1982 Heisenberg-Stipendiat und habilitierte sich 1983 in Bonn um. 1985 wurde er außerordentlicher Professor und 1990 ordentlicher Professor an der Universität Bern und wechselte 1990 als ordentlicher Professor nach Freiburg.
Von ihm stammen wichtige Beiträge zu geschlossenen Geodäten in Riemannschen Mannigfaltigkeiten. Zum Beispiel bewies er 1993 unabhängig von J. Franks, dass geschlossene zweidimensionale Riemannsche Mannigfaltigkeiten unendlich viele geschlossene Geodäten haben. 1980 bewies er, dass vollständige zweidimensionale Riemannsche Mannigfaltigkeiten endlichen Volumens unendlich viele geschlossene Geodäten haben. 1988 verband er Aubry-Mather-Theorie mit der Theorie der Geodäten auf zweidimensionalen Tori.
Er war Invited Speaker auf dem Internationalen Mathematikerkongress in Zürich 1994 (Minimal foliations and laminations).

## Schriften
- Closed geodesics on complete surfaces, Mathematische Annalen, Band 251, 1980, S. 83–96.
- Geodesics and totally convex sets on surfaces, Inventiones Mathematicae, Band 63, 1981, S. 507–517
- Sets with positive reach, Archiv der Mathematik, Band 38, 1982, S. 54–57
- mit Wilhelm Klingenberg: Homology generated by iterated closed geodesics, Topology, Band 22, 1983, S. 379–388.
- Geodätische Linien auf Riemannschen Mannigfaltigkeiten, Jahresbericht DMV, Band 87, 1985, S. 39–66
- Mather sets for twist maps and geodesics on tori, in: U. Kirchgraber, H. Walther (Hrsg.), Dynamics reported, Band 1, 1988, Chichester: Wiley, Teubner, S. 1–56
- Minimal geodesics,  Ergodic Theory Dynam. Systems, Band 10, 1990, S. 263–286.
- On the existence of closed geodesics on two-spheres. Internat. J. Math., Band 4, 1993, S. 1–10.